# Calamodontophis paucidens
Calamodontophis paucidens är en ormart som beskrevs av Amaral 1936. Calamodontophis paucidens ingår i släktet Calamodontophis och familjen snokar. IUCN kategoriserar arten globalt som sårbar. Inga underarter finns listade.
Arten förekommer i delstaterna Rio Grande do Sul och Paraná i södra Brasilien samt i Uruguay. Honor lägger inga ägg utan föder levande ungar.